# Aarthi Agarwal
Aarthi Agarwal (5 tháng 3 năm 1984 – 6 tháng 6 năm 2015) là một nữ diễn viên người Ấn gốc Mỹ. Cô thường đóng phim tiếng Telugu

## Sự nghiệp
Agarwal sinh ra vào ngày 05 tháng 3 năm 1984 trong một gia đình ở Gujarat. Cha cô làm trong lĩnh vực kinh doanh khách sạn và mẹ cô là một người nội trợ. Cô có một người anh trai và một em gái. Vào năm 14 tuổi, diễn viên Sunil Shetty tình cờ nhìn thấy cô trên đường phố và mời cô đi biểu diễn cùng tại Philadelphia, Pennsylvania. Sau buổi biểu diễn, Sunil đã nói với cha của Aarthi rằng cho cô được bắt đầu sự nghiệp diễn xuất của mình được đóng phim Bollywood. Năm 16 tuổi, cô xuất hiện lần đầu trên màn ảnh với vai diễn trong bộ phim Paagalpan.
Agarwal đã làm bộ phim đầu tay của cô bằng tiếng Telugu Nuvvu Naaku Nachav với nam diễn viên Daggubati Venkatesh. Cô là một trong số ít nữ diễn viên nổi tiếng làm việc cho nền công nghiệp sản xuất phim tiếng Telugu ở Ấn Độ.
Năm 2005, cô bắt đầu được mời tham gia những bộ phim nghệ thuật. Dù thành công trong sự nghiệp và khá nổi tiếng nhưng Aarthi từng muốn tự vẫn vào năm ngoái sau khi sự nghiệp có dấu hiệu đi xuống và mâu thuẫn với một vài đồng nghiệp. Em gái của Aarthi cũng theo nghiệp điện ảnh.
Năm 2007, Aarthi kết hôn với Tasval Kumar, một kỹ sư phần mềm; họ đã ly hôn vào năm 2009.
Vào ngày 6 tháng 6 năm 2015, Agarwal được phát hiện là chết do biến chứng sau phẫu thuật thẩm mỹ tại Trung tâm y tế khu vực AtlantiCare tại Atlantic, New Jersey.Trước đó, cô đã có vấn đề về hô hấp vì một ca phẫu thuật thẩm mỹ hút mỡ bụng vào tháng 5 năm 2015..Quản lý của cô cho biết nguyên nhân gây ra cái chết của cô là do ngừng tim..Cô đã từng có một thời gian sống với cha mẹ tại Egg Harbor Township, New Jersey.

## Danh sách phim
| Năm  | Tên phim             | Vai diễn         | Ghi chú                                        | C.t.          |
| ---- | -------------------- | ---------------- | ---------------------------------------------- | ------------- |
| 2001 | Paagalpan            | Roma Pinto       | Bộ phim đầu tay bằng tiếng Hindi               | [ 14 ]        |
| 2001 | Nuvvu Naaku Nachav   | Nandini          |                                                | [ 15 ] [ 16 ] |
| 2001 | Nuvvu leka nenu lenu | KrishnaVeni      |                                                | [ 17 ]        |
| 2002 | Allari Ramudu        | Mythili          |                                                | [ 18 ]        |
| 2002 | Indra                | Snehalatha Reddy |                                                | [ 19 ] [ 20 ] |
| 2002 | Nee Sneham           | Amrutha          |                                                |               |
| 2002 | Bobby                | Bhagyamathi      |                                                |               |
| 2003 | Palnati Brahmanayudu | Sruthi           |                                                |               |
| 2003 | Vasantham            | Nandini          |                                                |               |
| 2003 | Veede                | Mangathaayaru    | Phim được làm lại từ bộ phim tiếng Tamil Dhool |               |
| 2004 | Nenunnanu            | Sruthi           |                                                |               |
| 2004 | Adavi Ramudu         | Madhulatha       |                                                |               |
| 2005 | Chatrapati           | Không biết       |                                                |               |
| 2005 | Narasimhudu          | Không biết       |                                                |               |
| 2005 | Soggadu              | Swati            |                                                |               |
| 2005 | Sankranthi           | Không biết       |                                                |               |
| 2005 | Bambara Kannaley     | Không biết       | Phim tiếng Tamil                               |               |
| 2006 | Andala Ramudu        | Radha            |                                                |               |
| 2008 | Gorintaku            | Nandhini         |                                                |               |
| 2008 | Deepavali            | Không biết       |                                                |               |
| 2009 | Posani Gentleman     | Neeraja          |                                                |               |
| 2015 | Ranam 2              | Không biết       | Phim tiếng Telugu                              |               |